# Kanton Le Confluent
 Le Confluent  is een kanton van het Franse departement Lot-et-Garonne. Het kanton maakt deel uit van de arrondissementen Agen en Villeneuve-sur-Lot en telde 14.413 inwoners in 2018.
Het kanton werd gevormd ingevolge het decreet van 26 februari 2014 met uitwerking op 22 maart 2015 met Aiguillon als hoofdplaats.

## Gemeenten
Het kanton omvat alle gemeenten van de opgeheven kantons Port-Sainte-Marie en Prayssas en een gemeente uit het opgeheven kanton Villeneuve-sur-Lot-Sud:
- Aiguillon
- Bazens
- Bourran
- Clermont-Dessous
- Cours
- Frégimont
- Galapian
- Granges-sur-Lot
- Lacépède
- Lagarrigue
- Laugnac
- Lusignan-Petit
- Madaillan
- Montpezat
- Nicole
- Port-Sainte-Marie
- Prayssas
- Saint-Salvy
- Saint-Sardos
- Sembas